# Hüttenwald
Hüttenwald är en skog i Österrike.   Den ligger i förbundslandet Salzburg, i den centrala delen av landet, 260 km väster om huvudstaden Wien.
I omgivningarna runt Hüttenwald växer i huvudsak blandskog. Runt Hüttenwald är det ganska glesbefolkat, med 45 invånare per kvadratkilometer.